# Distrikt Quinches

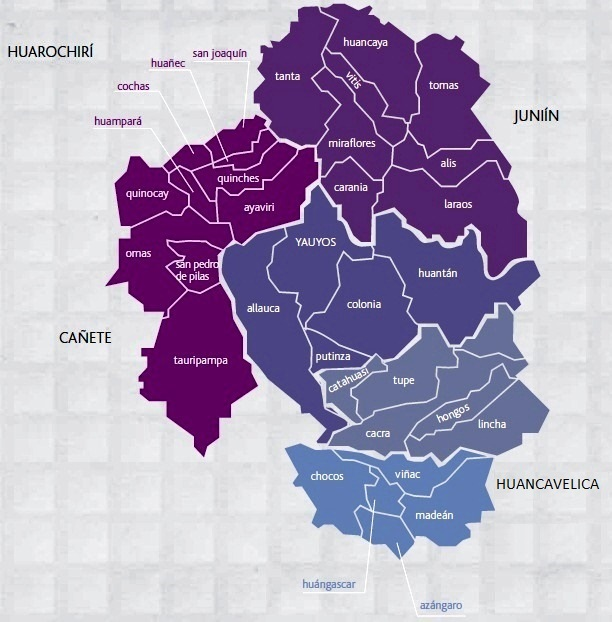
Karte der Provinz Yauyos

Der Distrikt Quinches liegt in der Provinz Yauyos in der Region Lima im zentralen Westen von Peru. Der Distrikt wurde im Jahr 1825 gegründet. Er besitzt eine Fläche von 115 km². Beim Zensus 2017 lebten 682 Einwohner im Distrikt. Im Jahr 1993 lag die Einwohnerzahl bei 1132, im Jahr 2007 bei 1064. Die Distriktverwaltung befindet sich in der 2962 m hoch gelegenen Ortschaft Quinches mit 473 Einwohnern (Stand 2017). Quinches befindet sich 30 km nordwestlich der Provinzhauptstadt Yauyos.

## Geographische Lage
Der Distrikt Quinches befindet sich in der peruanischen Westkordillere im Nordwesten der Provinz Yauyos. Die Längsausdehnung in WSW-ONO-Richtung beträgt 24,3 km, die maximale Breite liegt bei etwa 8 km. Der Distrikt reicht im Westen bis zur Einmündung des Río Ayaviri in den Río Quinches. Im äußersten Nordosten erhebt sich der 5463 m hohe Nevado Huayna Cotoni.
Der Distrikt Quinches grenzt im Norden an die Distrikte Cochas, Huañec und Tanta, im Südosten und im Süden an den Distrikt Ayaviri sowie im Südwesten an den Distrikt Huampara.

## Ortschaften
Neben dem Hauptort gibt es die Ortschaft San Juan de Malleuran sowie mehrere Weiler.